# Jozef Bánsky
Jozef Bánsky (Kunó, 1919. december 31. – Tarcafő, 1956. január 18.) szlovák író, költő, műfordító, irodalomtörténész, bibliográfus.

## Élete
Szenicén járt iskolába, majd 1939-ben a nagyszombati gimnáziumban érettségizett. A pozsonyi (1939-1943), hallei (1943-1944), wittenbergi és bécsi egyetemen folytatta felsőfokú tanulmányait, szláv és germán filológia szakokon. Krakkóban és Belgrádban is volt tanulmányúton. 1945-től egyetemi asszisztensként és később külsős előadóként a Comenius Egyetemen is oktatott. 1948-tól a Pozsonyi Egyetemi Könyvtárban dolgozott.
Szolgálati úton repülőszerencsétlenségben hunyt el, sérült teste melegével tartotta életben az egyik túlélőt. A szenicei temetőben nyugszik.
Szláv irodalmi kapcsolatokkal foglalkozott. Lengyelből Adam Mickiewicz, Kazimierz Brandys, Antoni Olcha és Julian Stryjkowski műveit fordította, illetve francia és német műveket ültetett szlovák nyelvre. Alekszandr Szergejevics Puskintól és Hviezdoslavtól iskolai szemelvényeket közölt. A Szlovák Könyvtárosok Szövetségének titkára volt.

## Művei
- 1948/2005 Balady a romance (fordítás)
- 1949/1950 Slováci na štúdiách v Halle
- 1955 Slovenské mickiewicziána
- 1955 Čo čítať z poľskej literatúry v slovenčine?
- 2019 Môj Bože, pozri v kraje naše...